# Forward Motion
Forward Motion е вторият сингъл, издаден през 2009 г. от групата Thousand Foot Krutch от техния албум Welcome To The Masquerade. Достига #44 в Billboard Hot Christian Songs.